# Dickinson County (Kansas)
Dickinson County ist ein County im Bundesstaat Kansas der Vereinigten Staaten von Amerika. Der Verwaltungssitz (County Seat) ist Abilene. Das U.S. Census Bureau hat bei der Volkszählung 2020 eine Einwohnerzahl von 18.402 ermittelt.

## Geographie
Das County liegt im mittleren Nordosten von Kansas und hat eine Fläche von 2207 Quadratkilometern, wovon elf Quadratkilometer Wasserfläche sind. Es grenzt im Uhrzeigersinn an folgende Countys: Clay County, Morris County, Geary County, Marion County, McPherson County, Saline County und Ottawa County.

## Geschichte
Dickinson County wurde am 20. Februar 1857 aus Teilen des nicht mehr existenten Davis County und freiem Territorium gebildet. Benannt wurde es nach Daniel Stevens Dickinson, einem US-Senator von New York.
Im Dickinson County liegt eine National Historic Landmarks, das Parker Carousel. Insgesamt sind 41 Bauwerke und Stätten des Countys im National Register of Historic Places eingetragen.

## Demografische Daten

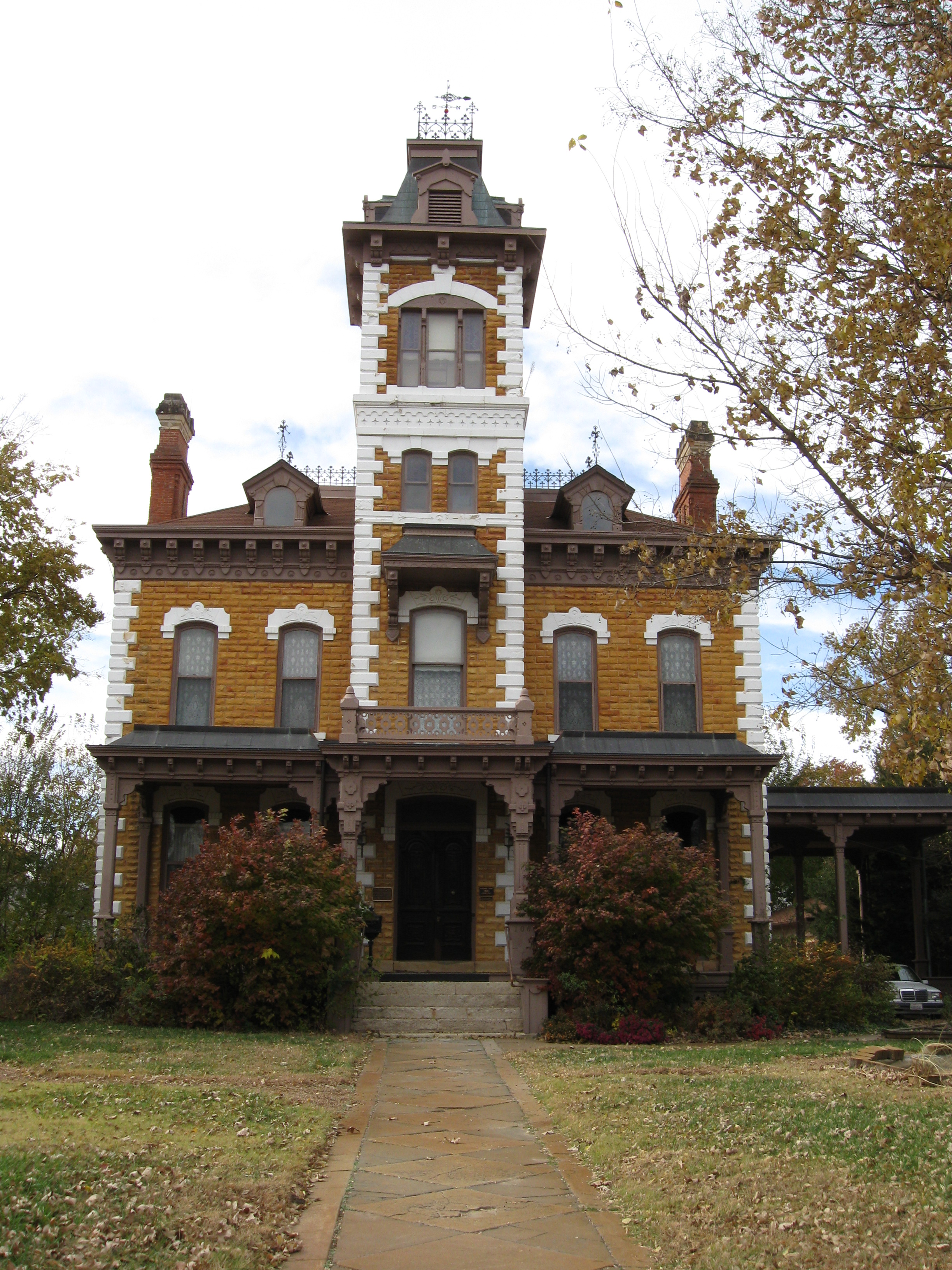
Das Lebold Mansion, gelistet im NRHP

Nach der Volkszählung im Jahr 2000 lebten im Dickinson County 19.344 Menschen. Davon wohnten 338 Personen in Sammelunterkünften, die anderen Einwohner lebten in 7903 Haushalten und 5421 Familien. Die Bevölkerungsdichte betrug 9 Einwohner pro Quadratkilometer. Ethnisch betrachtet setzte sich die Bevölkerung zusammen aus 96,44 Prozent Weißen, 0,58 Prozent Afroamerikanern, 0,49 Prozent amerikanischen Ureinwohnern, 0,30 Prozent Asiaten, 0,01 Prozent Bewohnern aus dem pazifischen Inselraum und 0,82 Prozent aus anderen ethnischen Gruppen; 1,36 Prozent stammten von zwei oder mehr Ethnien ab. 2,30 Prozent der Bevölkerung waren spanischer oder lateinamerikanischer Abstammung.
Von den 7903 Haushalten hatten 31,1 Prozent Kinder unter 18 Jahren, die mit ihnen gemeinsam lebten. 57,9 Prozent waren verheiratete, zusammenlebende Paare, 7,7 Prozent waren allein erziehende Mütter und 31,4 Prozent waren keine Familien. 28,1 Prozent aller Haushalte waren Singlehaushalte und in 14,1 Prozent lebten Menschen mit 65 Jahren oder darüber. Die Durchschnittshaushaltsgröße betrug 2,40 und die durchschnittliche Familiengröße betrug 2,94 Personen.
25,7 Prozent der Bevölkerung waren unter 18 Jahre alt. 6,3 Prozent zwischen 18 und 24 Jahre, 26,3 Prozent zwischen 25 und 44 Jahre, 23,1 Prozent zwischen 45 und 64 Jahre und 18,6 Prozent waren 65 Jahre alt oder älter. Das Durchschnittsalter betrug 40 Jahre. Auf 100 weibliche Personen kamen 95,1 männliche Personen. Auf 100 erwachsene Frauen ab 18 Jahren kamen 91,6 Männer.
Das jährliche Durchschnittseinkommen eines Haushalts betrug 35.975 USD, das Durchschnittseinkommen einer Familie betrug 43.952 USD. Männer hatten ein Durchschnittseinkommen von 30.889 USD, Frauen 18.526 USD. Das Prokopfeinkommen betrug 17.780 USD. 5,3 Prozent der Familien und 7,5 Prozent der Bevölkerung lebten unterhalb der Armutsgrenze.

## Orte im County
- Abilene
- Acme
- Buckeye
- Carlton
- Chapman
- Detroit
- Dillon
- Elmo
- Enterprise
- Herington
- Holland
- Hope
- Industry
- Jacobs
- Lyona
- Manchester
- Moonlight
- Navarre
- Pearl
- Rishel
- Sand Spring
- Shady Brook
- Solomon
- Sutphen
- Talmage
- Upland
- Woodbine

Townships
- Banner Township
- Buckeye Township
- Center Township
- Cheever Township
- Flora Township
- Fragrant Hill Township
- Garfield Township
- Grant Township
- Hayes Township
- Holland Township
- Hope Township
- Jefferson Township
- Liberty Township
- Lincoln Township
- Logan Township
- Lyon Township
- Newbern Township
- Noble Township
- Ridge Township
- Rinehart Township
- Sherman Township
- Union Township
- Wheatland Township
- Willowdale Township